# The Brandon Teena Story
The Brandon Teena Story é um documentário americano de 1998 dirigido por Susan Muska e Greta Olafsdottir. O documentário apresenta entrevistas com muitas das pessoas envolvidas no assassinato de Brandon Teena em 1993, bem como imagens de arquivo de Teena. Após seu lançamento nos cinemas, foi ao ar no Cinemax como parte de sua série Reel Life.

## Prêmios
- Festival Internacional de Cinema de Berlim: Teddy Award de Melhor Documentário[3][4]
- GLAAD Media Award: GLAAD Media Award de Melhor Documentário (indicado)
- Festival Internacional de Cinema de Vancouver: Vencedor de Melhor Documentário[4]